# Вилсон Крик (Вашингтон)
Вилсон Крик (енгл. Wilson Creek) град је у америчкој савезној држави Вашингтон. По попису становништва из 2010. у њему је живело 205 становника.

## Демографија
Према попису становништва из 2010. у граду је живело 205 становника, што је 22 (9,7%) становника мање него 2000. године.
| Група             | 2000.       | 2010.       |
| Белци             | 210 (92,5%) | 176 (85,9%) |
| Афроамериканци    | 0 (0,0%)    | 0 (0,0%)    |
| Азијати           | 2 (0,9%)    | 2 (1,0%)    |
| Хиспаноамериканци | 6 (2,6%)    | 17 (8,3%)   |
| Укупно            | 227         | 205         |